# François Pierre La Varenne
François Pierre de la Varenne (1618 Dijon – 1678 tamtéž) byl francouzský kuchař, původem Burgunďan, autor Le Cuisinier françois (1651), jedné z nejvlivnějších kuchařských knih moderních dějin francouzské kuchyně. La Varenne se rozešel s tradiční italskou kuchyní, čímž způsobil převrat ve středověké a renesanční francouzské kuchyni v 16. a na počátku 17. století.
Uvádí se, že La Varennovo první působiště bylo v kuchyni královny Marie Medicejské. V době, kdy byla jeho kniha vydána, měl La Varenne už deset let zkušeností jako šéfkuchař u markýze Nicolase Chalona du Blé ve Francii, jemuž věnoval své publikace a po němž pojmenoval duxelles, pokrm z jemně mletých hub, kořeněný bylinkami a šalotkou. Duxelles je stále oblíbené dochucovadlo ryb a zeleniny. Protože Nicolas Chalon du Blé byl královým místodržícím v Chalon-sur-Saône, je možné, že Chalon-sur-Saône mohlo být i La Varennovým rodištěm.

## Historické souvislosti
La Varenne byl jeden z nejvýznamnějších členů skupiny francouzských kuchařů, píšících pro profesionální kuchaře, který stanovil pravidla francouzské kuchyně v dobách krále Ludvíka XIV. Těmi dalšími byli Nicolas Bonnefon, autor knih Le Jardinier françois (1651) a Les Délices de la campagne (1654), a François Massialot, autor knihy Le Cuisinier royal et bourgeois (1691), která byla editována a modernizována ještě v polovině 18. století. Kniha byla využívána až do francouzská revoluce.
Sedmnácté století zažilo kulinářskou revoluci, která posunula francouzskou gastronomii do moderní éry. Silně kořeněné chutě a vůně zděděné ze středověku byly nahrazovány přirozenou chutí potravin. Exotické a drahé koření (šafrán, skořice, římský kmín, zázvor, muškátový oříšek, černucha setá, aframon rajské zrno), bylo s výjimkou černého pepře nahrazováno místními bylinkami – petrželí, bobkovým listem, kerblíkem, šalvějí, estragonem. V kuchyni se také objevila nová zelenina, jako květák, chřest, hrášek, okurka a artyčok.
Zvláštní důraz byl kladen na přípravu masa, aby bylo zachováno co nejvíc jeho chutě. Zelenina musela být čerstvá a měkká. Ryby, díky zlepšení přepravních podmínek, musely být dokonale čerstvé. Příprava musela zdůraznit chutě a vzhled surovin, namísto jejich dřívějšího potlačování. Bylo zavedeno přísné rozdělování sladkých a slaných jídel, nejdřív se podávala sladká jídla, po nich slaná (nebo naopak), na rozdíl od kombinování sladkých a slaných přísad ve stejném jídle, jako tomu bylo v období italské renesance.

## Dílo

### Le Cuisinier françois(1651)

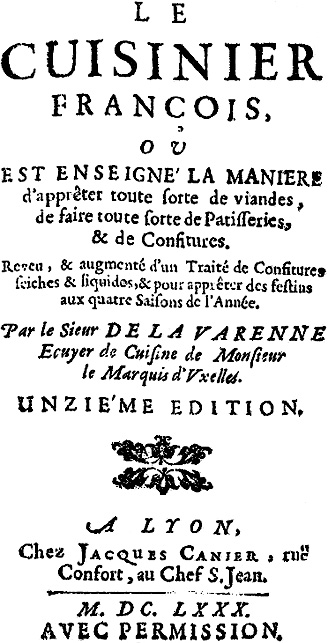
Přední stránka Le cuisinier françois od LaVarenna

La Varenne ve svém díle jako první sepsal významné kulinářské inovace dosažené ve Francii 17. století a sjednotil způsob přípravy pokrmů do jednotných postupů podle jasných pravidel a zásad. Představil první bisque (jemná, krémová, silně kořeněná polévka) a bešamelovou omáčku. Nahradil drcený chléb jíškou jako základ pro omáčky, a sádlo máslem. Jako první použil pojmy bouquet garni, fonds de cuisine a redukce, a využil vaječných bílků k čištění. Kniha také obsahuje nejstarší tištěný recept na přípravu mille-feuille (francouzské pečivo nejasného původu). Vaření zeleniny je adresné, někdy s neobvyklými výjimkami. V aromatické omáčce k chřestu jsou patrné rané formy holandské omáčky: „Vařte omáčku s dobrým čerstvým máslem, trochou octa, soli, muškátového oříšku a vaječného žloutku; dávejte pozor, ať se omáčka nesrazí.“ La Varenne uvedl svoji knihu předmluvou o marmeládách, želé a zavařeninách, obsahuje také recepty na sirupy, kompoty a velké množství ovocných drinků, jedna část také pojednává o salátech.

### Le Pâtissier françois(1653)
La Varenne navázal na svoji průkopnickou knihu druhou knihou Le Pâtissier françois (Paris 1653), která je považována za první souhrnné francouzské dílo o výrobě těsta.

### Další vydání
V roce 1662 se objevilo první souhrnné vydání, které obsahovalo obě knihy. V následujících 75 letech bylo Lavarennovo dílo Le Cuisinier françois vydáno třicetkrát. Nelegální vydání Le Cuisinier françois byla vytištěna v Amsterodamu (1953) a Haaguu (1654–56). Brzy se objevily imitace: Le Cuisinier françois méthodique byla vydána anonymně v Paříži v roce 1660. Anglický překlad The French Cook (Londýn 1653) byla první francouzská kuchařka přeložená do angličtiny. Zavedla odborné termíny jako à la mode, au bleu (velmi krvavý) a au naturel, která se stala běžnými kulinářskými výrazy. Do roku 1815 bylo vytištěno více než 250 000 výtisků v téměř 250 edicích.
Le Cuisinier françois byla znovu vydána v roce 1983 v Editions Montalba, upravená Jean-Marie Flandrinem, Philipem Hymanem a Mary Hymanovou, obohacená o rozsáhlý úvod.